# مركز حقوق الإنسان في إيران
مركز حقوق الإنسان في إيران (سابقًا الحملة الدولية لحقوق الإنسان في إيران؛ ICHRI) هو منظمة أمريكية غير حكومية تهدف إلى تعزيز حقوق الإنسان في إيران.
بدأت المجموعة في أواخر عام 2007 عندما رغب العديد من نشطاء حقوق الإنسان العاملين في المنظمة غير الحكومية الهولندية «مؤسسة الأمن البشري في الشرق الأوسط» في التركيز على الوضع في إيران.

## أنظر أيضا
- حقوق الإنسان في جمهورية إيران الإسلامية